# 美徳党
美徳党（びとくとう、トルコ語: Fazilet Partisi, FP）は、トルコのイスラーム系政党。

## 沿革
美徳党の前身は、1998年に軍部の圧力により非合法化された福祉党である。福祉党党首のネジメッティン・エルバカンは、福祉党の非合法化を予見して、後継政党の設立を準備しており、1997年12月に非福祉党員のイスマイル・アルプテキンを党首とする美徳党が設立された。福祉党は、1998年1月の憲法裁判所判決により非合法化され、所属議員の大半は美徳党に移籍した。
1999年に行われた総選挙では、111議席を獲得したが、前回選挙で福祉党が獲得した158議席に及ばず、議会第3党となった。
美徳党の党人事では、執行部が刷新され、国民秩序党時代からのエルバカン側近に加え、1990年代に台頭した若手活動家が党幹部となった。2000年の党大会では、若手活動家が推すアブドゥラー・ギュルと、古参幹部が推すレジャイ・クタンの間で党首選挙が行われ、クタンが党首に選出された。
2001年に憲法裁判所の決定により美徳党は非合法化され、所属議員と支持勢力は、クタンが率いる至福党と、ギュルや前イスタンブール市長のエルドアンが率いる公正発展党に分裂することとなった。

## 総選挙での得票率、獲得議席数
美徳党が参加した総選挙での得票率、獲得議席数は以下の通り。
| 年     | 党首             | 得票数    | 得票率 | 獲得議席 |
| ------ | ---------------- | --------- | ------ | -------- |
| 1999年 | レジャイ・クタン | 4,805,381 | 15.4%  | 111      |

## 歴代党首
- イスマイル・アルプテキン（İsmail Alptekin 在任1997年-1998年）
- レジャイ・クタン（Recai Kutan 在任1998年-2001年）